# هرویگ ولفرام

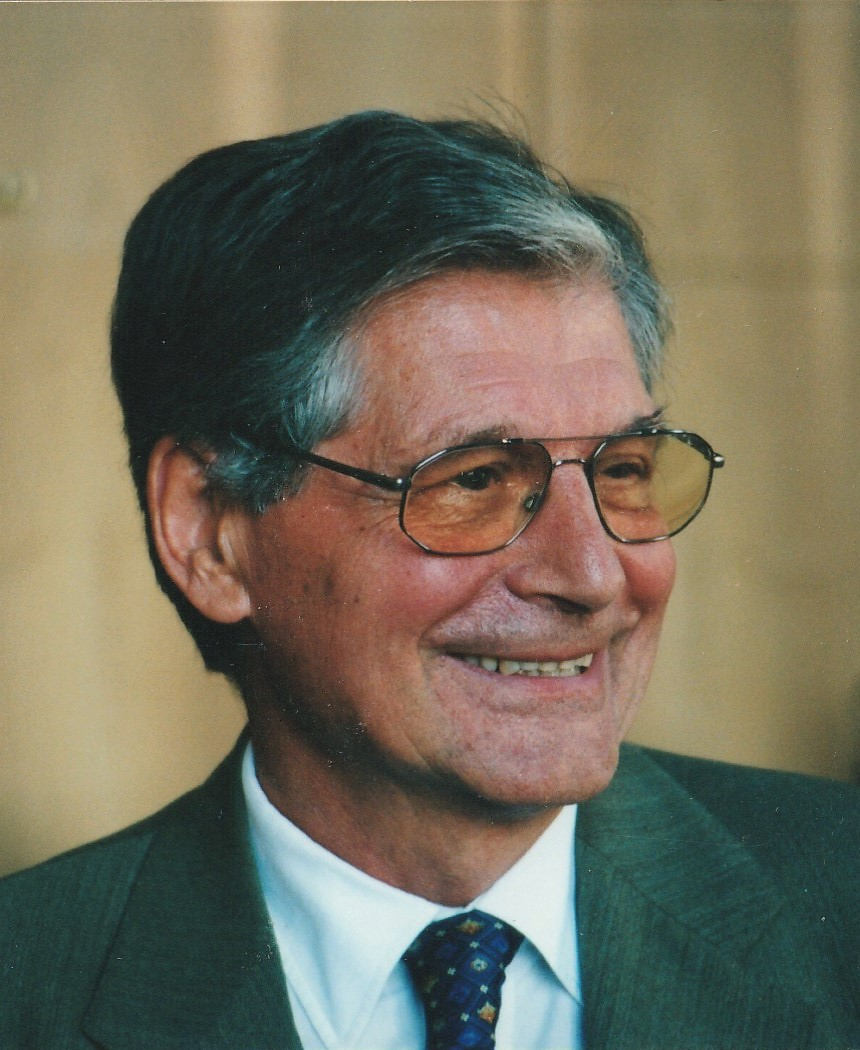
نگارهٔ هرویگ ولفرام، مورخ اهل اتریش - ۲۰۰۲

هرویگ ولفرام (۱۴ فوریه ۱۹۳۴، وین) مورخ اتریشی است. وی استاد برجسته تاریخ در دانشگاه وین است، و مدیر پیشین انستیتوی تحقیقات تاریخی اتریش بوده‌است. وی عضو پیشرو در مدرسه تاریخ وین است. ولفرام به عنوان یکی از برجسته‌ترین کارشناسان تاریخ قبایل ژرمن‌ها شناخته می‌شود و آثار وی در مورد گوت‌ها و قوم‌های آلمانی توسط مورخین در سراسر جهان بسیار مورد استناد قرار می‌گیرد.

## زندگی‌نامه
هرویگ ولفرام سال ۱۹۳۴ در وین به دنیا آمد. بین سالهای ۱۹۵۲–۱۹۵۵، وی در دانشگاه وین به تحصیل تاریخ و لاتین پرداخت و دکترای خود را در آنجا در سال ۱۹۵۷ دریافت کرد. دو سال بعد، در سال ۱۹۵۹، به عنوان استادیار در مؤسسه تاریخی دانشگاه وین منصوب شد.

## نظریه‌ها
ولفرام چهره برتر در مدرسه تاریخ وین است. کتاب او History of the Goths (1979) به تعدادی زبان ترجمه شده و در چندین نسخه کاملاً بازنگری شده منتشر شده‌است. این یک کار استاندارد در مورد گوت‌ها و اثری از اهمیت زیادی برای مطالعه اقوام آلمانی به‌طور کلی است. در نسخه‌های جدیدتر این اثر، گرچه ولفرام با انتقاد گروهی وسیع از محققان از جمله پیتر هدر به دلیل اتخاذ برخی از نظریه‌های بحث‌برانگیز والتر گفارت مواجه شده‌است. کتاب‌های ولفرام و هدر در مورد گات‌ها مهمترین پژوهش در این زمینه به حساب می‌آیند.